# Elezioni comunali in Abruzzo del 1994
Le elezioni comunali in Abruzzo del 1994 si sono svolte il 12 giugno (con ballottaggio il 26 giugno), e il 20 novembre (con ballottaggio il 4 dicembre).

## Riepilogo sindaci eletti
Alleanza dei Progressisti
     Polo del Buon Governo
     Commissario prefettizio
| Provincia | Comune    | Popolazione legale (censimento 1991) | Sindaco uscente | Sindaco uscente                                | Sindaco eletto | Sindaco eletto              | Primo turno | Primo turno | Secondo turno | Secondo turno | Seggi   |
| Provincia | Comune    | Popolazione legale (censimento 1991) | Sindaco uscente | Sindaco uscente                                | Sindaco eletto | Sindaco eletto              | Voti        | %           | Voti          | %             | Seggi   |
| --------- | --------- | ------------------------------------ | --------------- | ---------------------------------------------- | -------------- | --------------------------- | ----------- | ----------- | ------------- | ------------- | ------- |
| Chieti    | Ortona    | 22.601                               |                 | Raffaele Sodano (commissario prefettizio)      |                | Gianfrancesco Puletti (AN)  | 7.432       | 47,86       | 7.444         | 53,49         | 12 / 20 |
| Chieti    | San Salvo | 15.527                               |                 | Sebastiano Matarrese (commissario prefettizio) |                | Arnaldo Mariotti (PDS)      | 4.928       | 46,87       | 6.618         | 73,96         | 12 / 20 |
| Chieti    | Vasto     | 32.880                               |                 | Eligio Cammarota (commissario prefettizio)     |                | Giuseppe Tagliente (AN)     | 13.592      | 58,45       | —             | —             | 18 / 30 |
| L'Aquila  | L'Aquila  | 66.813                               |                 | Vincenzo Grimaldi (commissario prefettizio)    |                | Antonio Carmine Centi (PDS) | 14.293      | 32,51       | 20.029        | 57,01         | 24 / 40 |
| Pescara   | Pescara   | 122.236                              |                 | Angelo Tranfaglia (commissario prefettizio)    |                | Carlo Pace (Ind.)           | 37.356      | 46,89       | 38.135        | 52,07         | 24 / 40 |

## Elezioni del giugno 1994

### Provincia di Chieti

#### Ortona
| Candidati                    | Candidati                                    | Voti                        | %     | Liste                     | Voti   | %     | Seggi |
| ---------------------------- | -------------------------------------------- | --------------------------- | ----- | ------------------------- | ------ | ----- | ----- |
|                              | Gianfrancesco Puletti Accede al ballottaggio | 7.432                       | 47,86 | Alleanza Nazionale        | 2.524  | 17,62 | 5     |
| Forza Italia                 | Gianfrancesco Puletti Accede al ballottaggio | 7.432                       | 47,86 | 2.274                     | 15,88  | 4     |       |
| Insieme per Cambiare         | Gianfrancesco Puletti Accede al ballottaggio | 7.432                       | 47,86 | 1.467                     | 10,24  | 3     |       |
| Centro Cristiano Democratico | Gianfrancesco Puletti Accede al ballottaggio | 7.432                       | 47,86 | 454                       | 3,17   | -     |       |
|                              | Tazio Sergio Pinelli Accede al ballottaggio  | 5.690                       | 36,64 | Progressisti              | 1.999  | 13,96 | 2     |
| Lista civica                 | Tazio Sergio Pinelli Accede al ballottaggio  | 5.690                       | 36,64 | 929                       | 6,49   | 1     |       |
| Lista civica                 | Tazio Sergio Pinelli Accede al ballottaggio  | 5.690                       | 36,64 | 720                       | 5,03   | 1     |       |
| Forum                        | Tazio Sergio Pinelli Accede al ballottaggio  | 5.690                       | 36,64 | 676                       | 4,72   | 1     |       |
| Lista civica                 | Tazio Sergio Pinelli Accede al ballottaggio  | 5.690                       | 36,64 | 543                       | 3,79   | -     |       |
| Seggio al candidato sindaco  | Seggio al candidato sindaco                  | Seggio al candidato sindaco | 36,64 | 1                         |        |       |       |
|                              | Tommaso Coletti                              | 1.591                       | 10,25 | Partito Popolare Italiano | 1.508  | 10,53 | -     |
| Seggio al candidato sindaco  | Seggio al candidato sindaco                  | Seggio al candidato sindaco | 10,25 | 1                         |        |       |       |
|                              | Antonio Pescini                              | 815                         | 5,25  | Lista civica              | 624    | 4,36  | -     |
| Lista civica                 | Antonio Pescini                              | 815                         | 5,25  | 604                       | 4,22   | -     |       |
| Seggio al candidato sindaco  | Seggio al candidato sindaco                  | Seggio al candidato sindaco | 5,25  | 1                         |        |       |       |
| Totale                       | Totale                                       | 15.528                      | 100   |                           | 14.322 | 100   | 20    |

Ballottaggio
| Candidati | Candidati             | Voti   | %     |
| --------- | --------------------- | ------ | ----- |
|           | Gianfrancesco Puletti | 7.444  | 53,49 |
|           | Sergio Tazio Pinelli  | 6.472  | 46,51 |
| Totale    | Totale                | 13.916 | 100   |

#### San Salvo
| Candidati                     | Candidati                               | Voti                          | %     | Liste                              | Voti  | %     | Seggi |
| ----------------------------- | --------------------------------------- | ----------------------------- | ----- | ---------------------------------- | ----- | ----- | ----- |
|                               | Arnaldo Mariotti Accede al ballottaggio | 4.928                         | 46,87 | Partito Democratico della Sinistra | 3.433 | 34,73 | 10    |
| Rifondazione Comunista        | Arnaldo Mariotti Accede al ballottaggio | 4.928                         | 46,87 | 862                                | 8,72  | 2     |       |
|                               | Clementina De Virgiliis                 | 2.484                         | 23,63 | Forza Italia                       | 1.097 | 11,10 | 1     |
| Alleanza Nazionale            | Clementina De Virgiliis                 | 2.484                         | 23,63 | 729                                | 7,38  | 1     |       |
| Centro Cristiano Democratico  | Clementina De Virgiliis                 | 2.484                         | 23,63 | 673                                | 6,81  | 1     |       |
| Seggio alla candidata sindaca | Seggio alla candidata sindaca           | Seggio alla candidata sindaca | 23,63 | 1                                  |       |       |       |
|                               | Renaldo Altieri                         | 1.489                         | 14,16 | Pace Giustizia nel Lavoro          | 1.297 | 13,12 | 1     |
| Seggio al candidato sindaco   | Seggio al candidato sindaco             | Seggio al candidato sindaco   | 14,16 | 1                                  |       |       |       |
|                               | Lucia Anello                            | 1.155                         | 10,99 | Partito Popolare Italiano          | 1.285 | 13,00 | 1     |
| Seggio al candidato sindaco   | Seggio al candidato sindaco             | Seggio al candidato sindaco   | 10,99 | 1                                  |       |       |       |
|                               | Luciano Ferrone                         | 458                           | 4,36  | Forum                              | 508   | 5,14  | -     |
| Totale                        | Totale                                  | 10.514                        | 100   |                                    | 9.884 | 100   | 20    |

Ballottaggio
| Candidati | Candidati               | Voti  | %     |
| --------- | ----------------------- | ----- | ----- |
|           | Arnaldo Mariotti        | 6.618 | 73,96 |
|           | Clementina De Virgiliis | 2.330 | 26,04 |
| Totale    | Totale                  | 8.948 | 100   |

### Provincia dell'Aquila

#### L'Aquila
| Candidati                                                      | Candidati                                    | Voti                        | %     | Liste                                     | Voti   | %     | Seggi |
| -------------------------------------------------------------- | -------------------------------------------- | --------------------------- | ----- | ----------------------------------------- | ------ | ----- | ----- |
|                                                                | Antonio Carmine Centi Accede al ballottaggio | 14.293                      | 32,51 | Partito Democratico della Sinistra        | 8.105  | 20,51 | 17    |
| Uniti per l'Aquila                                             | Antonio Carmine Centi Accede al ballottaggio | 14.293                      | 32,51 | 3.122                                     | 7,90   | 6     |       |
| La Rete                                                        | Antonio Carmine Centi Accede al ballottaggio | 14.293                      | 32,51 | 788                                       | 1,99   | 1     |       |
|                                                                | Gianfranco Volpe Accede al ballottaggio      | 11.782                      | 26,80 | Forza Italia-Centro Cristiano Democratico | 5.407  | 13,68 | 3     |
| Alleanza Nazionale                                             | Gianfranco Volpe Accede al ballottaggio      | 11.782                      | 26,80 | 4.715                                     | 11,93  | 3     |       |
| Lega Nord                                                      | Gianfranco Volpe Accede al ballottaggio      | 11.782                      | 26,80 | 305                                       | 0,77   | -     |       |
| Seggio al candidato sindaco                                    | Seggio al candidato sindaco                  | Seggio al candidato sindaco | 26,80 | 1                                         |        |       |       |
|                                                                | Attilio Cecchini                             | 10.214                      | 23,23 | Partito Popolare Italiano                 | 6.871  | 17,38 | 4     |
| Progressisti-Alleanza Democratica-Alleanza per le Municipalità | Attilio Cecchini                             | 10.214                      | 23,23 | 2.497                                     | 6,32   | 1     |       |
| Seggio al candidato sindaco                                    | Seggio al candidato sindaco                  | Seggio al candidato sindaco | 23,23 | 1                                         |        |       |       |
|                                                                | Corrado Ruggeri                              | 3.833                       | 8,72  | Movimento Aquilano per il Buon Governo    | 2.614  | 6,61  | 1     |
| Riformatori per l'Aquila                                       | Corrado Ruggeri                              | 3.833                       | 8,72  | 1.118                                     | 2,83   | -     |       |
| Seggio al candidato sindaco                                    | Seggio al candidato sindaco                  | Seggio al candidato sindaco | 8,72  | 1                                         |        |       |       |
|                                                                | Carlo Benedetti                              | 1.802                       | 4,10  | Partito della Rifondazione Comunista      | 1.843  | 4,66  | -     |
| Seggio al candidato sindaco                                    | Seggio al candidato sindaco                  | Seggio al candidato sindaco | 4,10  | 1                                         |        |       |       |
|                                                                | Antonio Mazzotta                             | 1.233                       | 2,80  | Città Nuova                               | 1.414  | 3,58  | -     |
|                                                                | Onorino Vespa                                | 810                         | 1,84  | Forza L'Aquila                            | 725    | 1,83  | -     |
| Totale                                                         | Totale                                       | 43.967                      | 100   |                                           | 39.524 | 100   | 40    |

Ballottaggio
| Candidati | Candidati             | Voti   | %     |
| --------- | --------------------- | ------ | ----- |
|           | Antonio Carmine Centi | 20.029 | 57,01 |
|           | Gianfranco Volpe      | 15.101 | 42,99 |
| Totale    | Totale                | 35.130 | 100   |

## Elezioni del novembre 1994

### Provincia di Chieti

#### Vasto
| Candidati                                 | Candidati                         | Voti                        | %     | Liste                                  | Voti   | %     | Seggi |
| ----------------------------------------- | --------------------------------- | --------------------------- | ----- | -------------------------------------- | ------ | ----- | ----- |
|                                           | Giuseppe Tagliente Eletto sindaco | 13.592                      | 58,45 | Alleanza Nazionale                     | 8.300  | 38,56 | 13    |
| Forza Italia-Centro Cristiano Democratico | Giuseppe Tagliente Eletto sindaco | 13.592                      | 58,45 | 3.118                                  | 14,48  | 5     |       |
|                                           | Giuseppe Listorto                 | 6.628                       | 28,50 | Progressisti                           | 4.036  | 18,75 | 4     |
| Insieme per Vasto-Patto Segni             | Giuseppe Listorto                 | 6.628                       | 28,50 | 2.641                                  | 12,27  | 3     |       |
| Seggio al candidato sindaco               | Seggio al candidato sindaco       | Seggio al candidato sindaco | 28,50 | 1                                      |        |       |       |
|                                           | Carlo Perrozzi                    | 2.462                       | 10,59 | Partito Popolare Italiano              | 2.983  | 13,86 | 3     |
| Seggio al candidato sindaco               | Seggio al candidato sindaco       | Seggio al candidato sindaco | 10,59 | 1                                      |        |       |       |
|                                           | Angelo Di Falco                   | 573                         | 2,46  | Diga Preapea Difesa dei Diritti Civici | 448    | 2,08  | -     |
| Totale                                    | Totale                            | 23.255                      | 100   |                                        | 21.526 | 100   | 30    |

### Provincia di Pescara

#### Pescara
| Candidati                            | Candidati                                 | Voti                        | %     | Liste                              | Voti   | %     | Seggi |
| ------------------------------------ | ----------------------------------------- | --------------------------- | ----- | ---------------------------------- | ------ | ----- | ----- |
|                                      | Carlo Pace Accede al ballottaggio         | 37.356                      | 46,89 | Alleanza Nazionale                 | 13.411 | 19,68 | 10    |
| Forza Italia                         | Carlo Pace Accede al ballottaggio         | 37.356                      | 46,89 | 9.098                              | 13,35  | 7     |       |
| Centro Cristiano Democratico         | Carlo Pace Accede al ballottaggio         | 37.356                      | 46,89 | 7.361                              | 10,80  | 5     |       |
| Nuova Pescara                        | Carlo Pace Accede al ballottaggio         | 37.356                      | 46,89 | 3.220                              | 4,72   | 2     |       |
|                                      | Mario Collevecchio Accede al ballottaggio | 34.811                      | 43,69 | Partito Democratico della Sinistra | 12.799 | 18,78 | 7     |
| Partito Socialista Italiano          | Mario Collevecchio Accede al ballottaggio | 34.811                      | 43,69 | 5.130                              | 7,53   | 2     |       |
| Partito della Rifondazione Comunista | Mario Collevecchio Accede al ballottaggio | 34.811                      | 43,69 | 3.470                              | 5,09   | 1     |       |
| Progetto Democratico                 | Mario Collevecchio Accede al ballottaggio | 34.811                      | 43,69 | 3.079                              | 4,52   | 1     |       |
| Federazione dei Verdi                | Mario Collevecchio Accede al ballottaggio | 34.811                      | 43,69 | 2.951                              | 4,33   | 1     |       |
| Seggio al candidato sindaco          | Seggio al candidato sindaco               | Seggio al candidato sindaco | 43,69 | 1                                  |        |       |       |
|                                      | Antonio Mimola                            | 7.083                       | 8,89  | Partito Popolare Italiano          | 7.226  | 10,60 | 2     |
| Seggio al candidato sindaco          | Seggio al candidato sindaco               | Seggio al candidato sindaco | 8,89  | 1                                  |        |       |       |
|                                      | Sebastiano Curcio                         | 422                         | 0,53  | Lega Nord                          | 404    | 0,59  | -     |
| Totale                               | Totale                                    | 79.672                      | 100   |                                    | 68.149 | 100   | 40    |

Ballottaggio
| Candidati | Candidati          | Voti   | %     |
| --------- | ------------------ | ------ | ----- |
|           | Carlo Pace         | 38.135 | 52,07 |
|           | Mario Collevecchio | 35.108 | 47,93 |
| Totale    | Totale             | 73.243 | 100   |